# Nørremarks Sogn
Nørremarks Sogn er et sogn i Vejle Provsti (Haderslev Stift).
Efter at Nørremarkskirken var opført i 1976, blev Nørremarks Sogn udskilt fra Vor Frelsers Sogn. Det havde ligget i Vejle købstad, som geografisk havde hørt til Nørvang Herred i Vejle Amt. Ved kommunalreformen i 1970 var Vejle købstad blevet kernen i Vejle Kommune.